# Euphaea basalis
Euphaea basalis är en trollsländeart som först beskrevs av Harry Hyde Laidlaw, Jr. 1915.  Euphaea basalis ingår i släktet Euphaea och familjen Euphaeidae. IUCN kategoriserar arten globalt som sårbar. Inga underarter finns listade i Catalogue of Life.